# Pargny-les-Bois
Pargny-les-Bois ist eine französische Gemeinde mit 140 Einwohnern (Stand: 1. Januar 2022) im Département Aisne in der Region Hauts-de-France. Sie gehört zum Arrondissement Laon und zum Kanton Marle.

## Lage
Die Gemeinde Pargny-les-Bois liegt im Westen der Landschaft Thiérache, 256 Kilometer südöstlich von Saint-Quentin. Nachbargemeinden von Pargny-les-Bois sind Chevresis-Monceau im Norden, Bois-lès-Pargny im Osten, Crécy-sur-Serre im Südosten, Montigny-sur-Crécy im Südwesten sowie La Ferté-Chevresis im Nordwesten.

## Bevölkerungsentwicklung
| Jahr                       | 1962 | 1968 | 1975 | 1982 | 1990 | 1999 | 2006 | 2013 | 2022 |
| -------------------------- | ---- | ---- | ---- | ---- | ---- | ---- | ---- | ---- | ---- |
| Einwohner                  | 144  | 153  | 161  | 139  | 153  | 137  | 135  | 129  | 140  |
| Quellen: Cassini und INSEE |      |      |      |      |      |      |      |      |      |

## Sehenswürdigkeiten

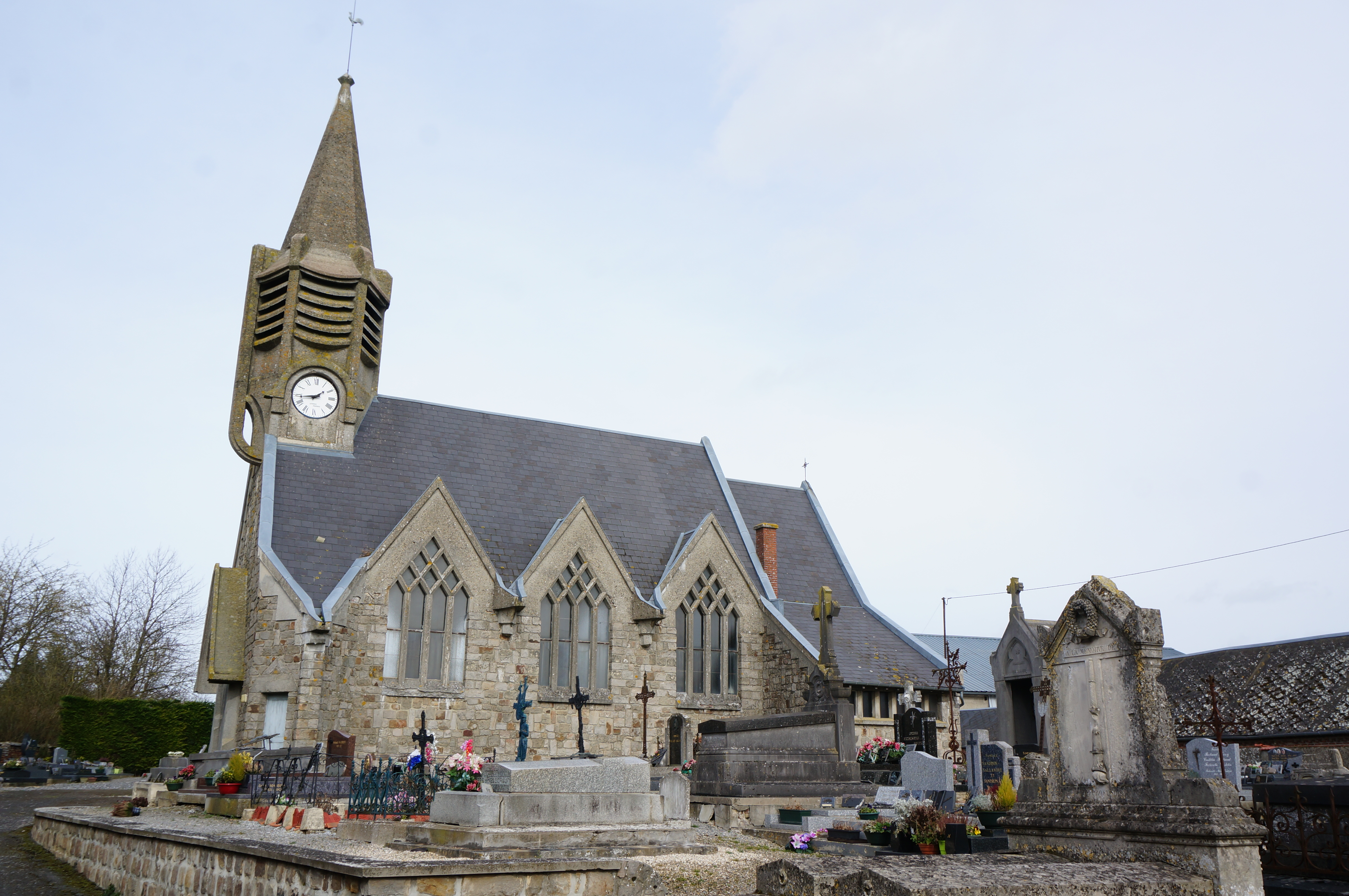
Kirche Saint-Pierre

- romanische Kirche Saint-Pierre
- Wasserturm